# Nematistius pectoralis
Il pesce gallo (Nematistius pectoralis (Gill, 1862)) è un pesce osseo marino, unico appartenente alla famiglia Nematistiidae.

## Distribuzione
È endemico dalle parti tropicali e, limitatamente, subtropicali dell'est dell'oceano Pacifico. A sud lo si può incontrare fino al Perù mentre a nord si spinge fino alla Baja California e, molto raramente, fino all'estremità meridionale della California statunitense. Presente anche alle isole Galápagos. Si tratta di un pesce costiero che vive soprattutto lungo le spiagge sabbiose, in acque basse. Occasionalmente sono stati catturati esemplari in alto mare.

## Descrizione
Ha corpo alto e compresso lateralmente e piccole scaglie che lo rendono superficialmente simile a un carangide. La caratteristica più evidente di questo pesce è la prima pinna dorsale dotata di 7 raggi spinosi molto allungati che si ripiegano in un solco quando la pinna è abbassata. La seconda dorsale ha un solo raggio spinoso mentre la pinna anale ne ha tre. La pinna caudale ha forma lunata. Le pinne pettorali sono lunghe e falcate. Lungo la linea laterale sono assenti le scaglie più grandi tipiche dei carangidi. La vescica natatoria ha un prolungamento che penetra nel cranio. Il colore del corpo è bianco argenteo con riflessi blu sul dorso con due o tre larghe fasce oblique e curve sui fianchi di colore scuro e una o due più brevi verticali sulla testa.
La taglia massima nota è di 163 cm, comunemente gli esemplari misurano intorno ai 60 cm. Il peso massimo noto è di 51,7 kg.

## Biologia
Si tratta di una specie sedentaria che effettua raramente lunghe migrazioni. Lo spostamento più rilevante effettuato da un esemplare marcato è stato di circa 260 miglia marine dal punto di rilascio.

### Alimentazione
Predatore, si nutre di pesci più piccoli tra cui Selar crumenophthalmus e Microlepidotus inornatus. Utilizza la grande pinna dorsale per riunire i banchi di prede.

### Riproduzione
In Costa Rica individui di circa 1 cm compaiono in luglio. I giovanili si possono trovare nelle pozze lasciate dalla marea o negli estuari.

## Pesca
Sfruttato poco e solo localmente dalla pesca commerciale, È invece preda ambita nella pesca sportiva.